# Рідина для зняття лаку
Рідина для зняття лаку — косметичний засіб, розчиняє лак, і допомагає легко очистити нігтьову пластину. Рідина пом'якшує затверділий лак з тим, щоб той легше знімався.
В рідині містяться такі розчинники, як ацетон, етилацетат, ізопропіловий спирт і гліколі в різній концентрації. Додають рицинова та інші олії. Продається у вигляді гелю, рідини або крему, а також у вигляді серветок, просочених даним засобом. В сучасних рідини для зняття лаку часто не міститься ацетон, оскільки він шкідливий для натуральних нігтів.